# ФК Арсенал (Лондон)
Вижте пояснителната страница за други значения на Арсенал.
ФК „Арсенал“ (на английски: Arsenal F.C.) е футболен отбор от Лондон (Англия) с прозвище „артилеристите“, „топчиите“ (на английски: Gunners). Основан е през 1886 г. Играе домакинските си срещи на Емирейтс Стейдиъм. Клубът участва във Висшата лига на Англия и е един от трите най-успешни отбори в историята на английския футбол. „Арсенал“ е спечелил 13 пъти шампионската титла на Англия и рекордните 14 пъти Купата на Англия, на английски (FA Cup). През 2006 година става първият отбор от Лондон, класирал се за финал на Шампионската лига. Арсенал е единственият английски отбор, който е изиграл цял сезон (2003-2004) без загуба във Висшата лига, а след това продължава серията си до 49 поредни мача без загуба, като в този период отборът бива наричан „Непобедимите“. Арсенал има дългогодишно съперничество с Тотнъм и Челси, а срещите между артилеристите и шпорите (Тотнъм) са известни като „Дербито на Северен Лондон“.

## История

### Основаване и развитие до Втората световна война
ФК "Арсенал“ започва съществуването си на 1 декември, когато група работници от оръжейния завод „Улуич Арсенал“ (Woolwich Arsenal) решават да сформират футболен отбор през 1886 г. Отборът играе под името „Дайъл Скуеър“ (Dial Square). Първият мач на тима е победата с 6:0 над отбора на „Истърн Уондърърс“ на 11 декември 1886 г. Скоро след това клубът приема името „Ройъл Арсенал“ и продължава да играе в приятелските и местните състезания за следващите няколко години. През 1891 г. отборът получава професионален статут и сменя името си на „Улуич Арсенал“, най-накрая се включва във футболната лига през 1893 г.
След Първата Световна Война Първа дивизия е разширена до 22 отбора и е гласувано „Арсенал“ да влезе в най-горната дивизия – позиция, която държи оттогава.
През 30-те години на 20. век „Арсенал“ печели пет пъти първенството на Англия и два пъти Купата на ФА и притежава едни от най-добрите играчи по онова време: Алекс Джеймс, Тед Дрейк, Клиф Бастин, Джо Хълм, Дейвид Джак, Хърби Робъртс, Еди Хейпгуд и Джордж Мейл, едни от най-великите футболисти, играли някога в английската футболна лига. По това време мениджър на отбора е Хърбърт Чапман, считан за един от най-успешните и влиятелни мениджъри в историята на английския футбол. Вече спечелил на 2 пъти първенството с „Хъдърсфийлд Таун“ през сезоните 1923/24 и 1924/25 г., Чапман въвежда нова за времето си тактика при тренировките и стратегия в играта. Именно той привлича играчи като Джо Хълм, Алекс Джеймс и Клиф Бастин, които са неизменна част от състава, доминиращ в Първа дивизия през 30-те години. „Арсенал“ печели Купата на ФА през 1929/30 г. и печели първенството през 1930/31 и 1932/33 г. Хърбърт Чапман умира внезапно от пневмония през 1934 г., но неговите наследници Джо Шоу и Джордж Алисън продължават започнатото и отборът печели още три титли през сезоните 1933/34, 1934/35 и 1937/38, както и Купата на ФА през 1935/36.

### Развитие след Втората световна война
През 1947 г. мениджър на отбора е Том Уитъкър и тимът печели шампионата през 1947/48 и 1952/53, както и Купата на ФА през 1949/50 и 1951/52.
Нов мениджър застава начело на „Арсенал“ – Бърти Мий поема отбора по средата на 60-те. През сезон 1969/1970 Арсенал печели за първи път в своята история Купата на панаирните градове, побеждавайки състава на „Андерлехт“ в изключително драматичен сблъсък, в който съставът на Арсенал изостава с 3:1 в първия двубой, за да спечели във втория с 3:0
През сезон 1970/71 Бърти Мий печели дубъл за пръв път в историята на „Артилеристите“, като печели едновременно шампионската титла и купата на страната. „Арсенал“ вдигат титлата на „Уайт Харт Лейн“ и побеждават „Ливърпул“ във финала за купата на Футболната Асоциация на стадион „Уембли“ след продължения. Отборът се завръща на „Уембли“ за три поредни финала, спечелвайки втория с 3:2 срещу Манчестър Юнайтед.
На 14 май 1980 г. на стадион „Хейзел“ в Брюксел, Белгия, се изправят един срещу друг отборите на „Валенсия“ и „Арсенал“ във финал за Купата на носителите на купи (КНК) където „Топчиите“ губят след изпълнение на дузпи (вж. и Купа на носителите на купи 1979/80).
През 1986 г. Джордж Греъм, играч от отбора който печели дубъл, става треньор на клуба, вземайки поста от Дон Хау и следват дни пълни с отличия. Той води „Арсенал“ до първи триумф за Купата на Лигата, побеждавайки „Ливърпул“ с 2:1 на финала. Две години по-късно „Топчиите“ спечелват титлата, с известния гол на Майкъл Томас в последната минута на „Анфийлд“. Друга титла последва през сезон 1990/91, когато отборът с известната дефанзивна четворка, губи един-единствен шампионатен мач. През 1992/93, Арсенал става първият отбор печелил двете местни купи в един сезон – Купата на Лигата и ФА Къп. „Шефилд Уензди“ е победеният отбор и в двата случая. Ерата на Греъм е завършена в следващия сезон. Забележителен европейски финал за Купата на носителите на купи, вторият най-престижен турнир по онова време завършва с победа с 1:0 над „Парма“ в Копенхаген, благодарение на гол на Алан Смит. Следващият сезон „Арсенал“ не успяват да защитят купата си, като губят от „Реал Сарагоса“ след гол в края на продълженията – в 120. минута. По това време Греъм вече е напуснал клуба. Той е заместен от Брус Риък, който е начело само един сезон, през който привлича великата легенда на Арсенал Денис Бергкамп.
През септември 1996 г. французинът Арсен Венгер пристига на „Хайбъри“, и става първият в историята на клуба треньор извън Великобритания.
През 1997/98 г. е първият пълен сезон на Венгер начело на „Арсенал“ и тимът печели дубъл в Англия за втори път в клубната си история. Французинът печели званието „Мениджър на годината“, а Денис Бергкамп получава приза Футболист на годината на FWA (Footballer Writers’ Association) и PFA. Невероятният сезон завършва перфектно и за френските звезди на „Арсенал“ Еманюел Пти и Патрик Виейра, които печелят Световното първенство по футбол с националния отбор на своята страна Франция.
Клубът се сбогува с легендата си Иън Райт, който слага край на кариерата си с рекордните 185 отбелязани гола за „Арсенал“ във всички състезания. През сезон 1998/99 „Арсенал“ печели „Чарити Шийлд“ за девети път в своята история, побеждавайки Манчестър Юнайтед на финала с 3:0, но не успява да защити титлата си.
С Тиери Анри и Давор Шукер сезон 1999/2000 започва добре за тима с победата над „Манчестър Юнайтед“ за Чарити Шийлд, осигурявайки 10 купа на Арсенал в турнира, но завършва с разочароващото поражение на финала за Купата на УЕФА от тима на „Галатасарай“.

### Развитие през новия век и настояще
През сезон 2001/2002 „Артилеристите“ написват нова глава в клубната история, печелейки третия си дубъл побеждавайки Челси във финала за Купата на Футболната Асоциация, завършвайки сезона с 13 мача без загуба и помнеща се победа над Манчестър Юнайтед с 1:0 на „Олд Трафорд“. Клубът остава непобеден у дома за цял сезон. За тези заслуги Арсен Венгер е избран за Мениджър на сезона, а Робер Пирес става Футболист на годината според FWA.
На следващата година тимът не успява да защити титлата си но печели за девети път Купата на Футболната асоциация. „Топчиите“ стават първият английски клуб, успял да задържи за повече от 20 години купата на Футболната асоциация след победа над Саутхамптън с 1:0 в Кардиф. Тиери Анри става Футболист на годината според PFA и WFA и се присъединява към Денис Бергкамп с повече от 100 отбелязани гола за Арсенал. Сезон по-късно става първият (и към сезон 2013/2014 единствен) отбор в Англия, достигнал до шампионската титла без загуба, заради този си рекорд те са наричани „Непобедимите“. Завършват с 11 точки в повече от втория Челси. Младият испанец Сеск Фабрегас пристига в клуба през януари и до края на сезона чупи рекорда за най-младия играч, играл в официален мач – само на 16 години и 177 дни.
През 2004/2005 лондончани печелят десетата си Купа на ФА, побеждавайки Манчестър Юнайтед след изпълнение на дузпи, а в през сезон 2005/06 стават първият клуб от Лондон, достигнал финал на Шампионската лига, който е загубен от състава на Барселона. Това е и последната година в която отбора играе на „Хайбъри“.
Докато клубът се приготвя за преместването на Емирейтс Стадиъм, капитанът на „Топчиите“ Тиери Анри се посвещава на клуба, подписвайки нов договор, преди да замине за да помогне на националния отбор на Франция да стигне до финал на Световните футболни финали в Германия през лятото на 2006 г. През юли месец същата година, „Арсенал“ напуска „Хайбъри“ след 93 години славна история и се премества в новия си дом. Аякс е противниковият отбор в бенефиса на Денис Бергкамп, като холандецът изиграва последния си мач за клуба и първия мач на „Емирейтс“ за „Арсенал“.
През сезон 2016/17 във Висшата лига, артилеристите преживяват истински провал: клубът завършва на 5-о място с 75 точки, те записват 23 победи, 6 равенства и 9 загуби, отбелязват 77 гола и допускат 44 попадения, така за първи път от 20 години, те не получават място в груповата фаза на Шампионската лига за следващия сезон, а в Лига Европа. В турнира за Купата на лигата, артилеристите отстраняват Нотингам Форест и Рединг, но в петия рунд те са отстранени от Саутхямптън. В Шампионската лига, през сезон 2016/17 Арсенал са в една група с: ПСЖ, Базел и Лудогорец. Топчиите печелят 14 точки, след 4 победи и 2 равенства (постигат по 2 победи срещу Лудогорец и Базел, както и 2 равенства срещу ПСЖ), по този начин те заемат първото място в групата и се класират за осминафиналите. Там техен съперник е германския колос Байерн Мюнхен. Първият мач в Германия завършва с победа на домакините – 5:1, а реваншът в Лондон е катастрофален за Арсенал – отново 1:5 и с общ резултат 2:10 те отпадат от турнира. Въпреки това топчиите печелят рекордната 13-а титла в FA Cup, след като побеждават последователно: Престън Норт Енд, Саутхямптън, Сутън Юнайтед, на четвъртфиналите отстраняват и Линкълн Сити. В полуфинала топчиите побеждават Манчестър Сити. Първоначално Арсенал изостават с 1:0, но в 72-а минута резултатът е изравнен от Начо Монреал, а в 111-а минута изходът на срещата е решен от Алексис Санчес. По този начин топчиите се класират за финала, където техен съперник е Челси. Резултатът е открит още в 4-а минута от Санчес, през второто полувреме Диего Коста изравнява, но буквално в следващата атака и по-точно в 79-а минута, Аарън Рамзи отбелязва победния гол. Също така Арсен Венгер се превръща в единствения треньор, на който се отдава да спечели 7 пъти този турнир. След края на сезона, той подписва нов двугодишен договор с клуба.

## Състав

### Настоящ състав
Към 1 юли 2025 г.

## Мениджъри
- Микел Артета – 2019 – настояще
- Фредрик Юнгбери – 2019
- Унай Емери – 2018 – 2019
- Арсен Венгер – 1996 – 2018
- Пат Райс – 1996
- Стюърт Хюстън – 1996
- Брус Риок – 1995 – 1996
- Стюърт Хюстън – 1995
- Джордж Греъм – 1986 – 1995
- Стийв Бъртъншоу – 1986
- Дон Хау – 1983 – 1986
- Тери Нийл – 1976 – 1983
- Бърти Мий – 1966 – 1976
- Били Райт – 1962 – 1966
- Джордж Суиндин – 1958 – 1962
- Джак Крейстън – 1956 – 1958
- Том Уитъкър – 1947 – 1956
- Джордж Алисън – 1934 – 1947
- Джо Шоу – 1934
- Хърбърт Чапмън – 1925 – 1934
- Лесли Найтън – 1919 – 1925
- Джордж Моръл – 1908 – 1915
- Фил Келсоу – 1904 – 1908
- Хари Брадшоу – 1899 – 1904
- Артър Кенеди – 1899
- Уилям Елкоут – 1898 – 1899
- Томас Мичъл – 1897 – 1898

## Отличия
- Шампион на Англия – 13 пъти
1931, 1933, 1934, 1935, 1938, 1948, 1953, 1971, 1989, 1991, 1998, 2002, 2004

- Купа на Футболната асоциация (ФА Къп) – 14 пъти (рекорд)
1930, 1936, 1950, 1971, 1979, 1993, 1998, 2002, 2003, 2005, 2014, 2015, 2017, 2020

- Купа на лигата – 2 пъти
1987, 1993

- Купа на носителите на купи (КНК) – 1 път
1994

- Купа на панаирните градове – 1 път
1970

- Къмюнити Шийлд – 17 пъти
1930, 1931, 1933, 1934, 1938, 1948, 1953, 1991, 1998, 1999, 2002, 2004, 2014, 2015, 2017, 2020, 2023

### Младежки отбор
- ФА Къп за младежи – 7 пъти – 1966, 1971, 1988, 1994, 2000, 2001, 2009

## Рекорди
- Най-млад играч – Сеск Фабрегас, на 16 г. и 177 дни (срещу „Родъръм Юнайтед“, Първа лига, 28 октомври, 2003)
- Най-възрастен играч – Джак Ръдърфорд, на 41 г. и 159 дни (срещу „Манчестър Сити“, Първа дивизия, 20 март, 1926)

### Голове
- Най-много голове в Лигата за един сезон – 127 в 42 мача, (Първа дивизия, 1930 – 1931)
- Най-малко голове в Лигата за един сезон – 26 в 38 мача, (Първа дивизия, 1912 – 1913)
- Най-много точки в Лигата за един сезон – 90 в 38 мача, (Английска висша лига 2003/04)
- Най-много голове в един сезон – 44, Тед Дрейк (1934/35)
- Най-много голове в един мач – 7, Тед Дрейк (срещу „Астън Вила“, Първа дивизия, 14 декември 1935)
- Най-много голове в Лигата – 175, Тиери Анри, (август 1999 до юни 2007)
- Най-много голове в Купата на ФА – 26, Клиф Бастин
- Най-много голове в Купата на Лигата – 29, Йън Райт
- Най-много голове в Европейските турнири – 42, Тиери Анри
- Най-бърз гол – в 13-а секунда, Алън Съндърланд, (срещу „Ливърпул“, ФА Къп, 28 април 1980)
- Най-млад голмайстор – Франсеск Фабрегас, на 16 г. и 212 дни (срещу „Улвърхамптън“, Купа на лигата, 2 декември 2003)

### Мачове за отбора
До 17 ноември 2006 г. Само официалните мачове (без контролите), включително и появяването като резерва.
|    | Име                | Мачове | Голове |
| 1  | Дейвид О'Лиъри     | 722    | 14     |
| 2  | Тони Адамс         | 668    | 48     |
| 3  | Джордж Армстронг   | 621    | 68     |
| 4  | Лий Диксън         | 618    | 25     |
| 5  | Найджъл Уинтърбърн | 584    | 12     |
| 6  | Дейвид Сиймън      | 563    | 10     |
| 7  | Пат Райс           | 528    | 22     |
| 8  | Питър Стори        | 501    | 29     |
| 9  | Джон Радфорд       | 481    | 149    |
| 10 | Питър Симсон       | 477    | 15     |
| 11 | Боб Джон           | 470    | 13     |
| 12 | Рей Парлър         | 467    | 32     |
| 13 | Греъм Рикс         | 464    | 51     |
| 14 | Мартин Кион        | 449    | 8      |
| 15 | Пол Дейвис         | 447    | 37     |
| 16 | Еди Напгоод        | 440    | 2      |
| 17 | Пол Мърсън         | 425    | 99     |
| 18 | Денис Бергкамп     | 423    | 120    |
| 19 | Патрик Виейра      | 407    | 33     |
| 20 | Франк Маклинток    | 403    | 32     |

### Мачове
- Първите играчи на „Арсенал“, които играят за Световната купа – Дейв Боуен и Джак Келси (за Уелс срещу Унгария, 8 юни 1958)
- Първите играчи на „Арсенал“, които играят за Световната купа за отбора на Англия – Греъм Рикс и Кени Сейнсъм (срещу Франция, 16 юни 1982)
  - Лари Скот и Джордж Истъм са в отборите на Англия съответно 1950, 1962 и 1966, но не взимат участие в нито един мач.
- Първите играчи на „Арсенал“, които печелят Световната купа – Емануел Пти и Патрик Виера (като смени) (за Франция срещу Бразилия, 12 юли 1998)
- Най-много спечелени мача в Лигата за един сезон – 29 от 42 мача, (Първа дивизия, 1970/71)
- Най-малко спечелени мача в Лигата за един сезон – 3 от 38 мача, (Първа дивизия, 1912/13)
- Най-много загуби в Лигата за един сезон – 23 от 38 мача, (Първа дивизия, 1912/13)
- Най-малко загуби в Лигата за един сезон – 0 от 38 мача, (Английска висша лига 2003/04)

### За първи път
- Първи мач – срещу „Истърн Уондърърс“, (приятелски мач, 11 декември, 1886, спечелен с 6 – 0)
- Първи мач в турнира за Купата на ФА – срещу „Линдхърст“, (първи кръг от квалификациите), (5 октомври, 1889, спечелен с 11 – 0)
- Първи мач в турнира за Купата на ФА – срещу „Дарби Каунти“, (в първия кръг, 17 януари 1891 загубен с 2 – 1)
- Първи мач в Лигата – срещу „Нюкасъл Юнайтед“, (във Втора дивизия, 2 септември 1893, равенство 2 – 2)
- Първи мач в Първа дивизия – срещу „Нюкасъл Юнайтед“, (3 септември 1904, загубен с 3 – 0)
- Първи мач на стадион „Хайбъри“ – срещу „Лестър Фос“, (Втора дивизия, 16 септември 1913 спечелен с 2 – 1)

- Първи мач в европейските турнири – срещу „Копенхаген“, (Купата на УЕФА, 25 септември 1963 спечелен със 7 – 1)

### Рекордни победи
- Най-голяма победа в Лигата – 12 – 0 срещу „Локбро Таун“ у дома, (Втора дивизия, 12 март 1900)
- Най-голяма победа в турнира за Купата на ФА – 12 – 0 срещу „Ашфолд Юнайтед“ у дома (14 октомври 1893)
- Най-голяма победа в Първа Дивизия – 9 – 1 като домакин срещу „Гримзби Таун“ (28 януари 1931)
- Най-голяма победа във Висшата лига – 7 – 0 срещу „Евертън“ като домакин (11 май 2005)
- Най-голяма победа в турнира за Купата на Лигата – 7 – 0 като домакин срещу „Лийдс Юнайтед“, (4 септември 1979) и 6 – 3 като гост срещу „Ливърпул“ (9 януари 2007)
- Най-голяма победа като гост и в европейските турнири – 7 – 0 срещу „Стандарт“ (Лиеж, Белгия), (КНК, 3 ноември 1993)
- Най-голяма победа като домакин в европейските турнири – 7 – 0 срещу „Славия (Прага)“, (ШЛ, 23 октомври 2007)
  - „Арсенал“ побеждава „Лейтън Ориент“ с 10 – 0 по време на Втората световна война (8 февруари 1941), но това не е официален мач.

### Рекордни загуби
- Най-голяма загуба в Лигата – 0 – 8 като гост на „Локбро Таун“, (Втора дивизия, 12 декември 1896)
- Най-голяма загуба като домакин – 0 – 6 срещу „Дарби Каунти“, (Купата на ФА, 28 януари 1899)
- Най-голяма загуба в турнира за Купата на ФА – 0 – 6 у дома срещу „Дарби Каунти“, (Купата на ФА, 28 януари 1899) и като гост срещу „Уест Хям Юнайтед“ (5 януари 1946) със същия резултат
- Най-голяма загуба в Първа дивизия – 0 – 7 (4 пъти от „Уест Хям Юнайтед“, 5 януари 1927)
- Най-голяма загуба във Висшата лига – 2 – 8 като гост на „Манчестър Юнайтед“, (28 август 2011)
- Най-голяма загуба в турнира за Купата на Лигата – 0 – 5 у дома от „Челси“, (11 ноември 1999)
- Най-голяма загуба в Европейските турнири – 2 – 5 като гост на „Спартак (Москва)“, (Купата на УЕФА, 29 септември 1982)

### Посещаемост на мачовете на „Арсенал“
- Най-висока на стадион Емирейтс Стейдиъм – 60 132 (срещу „Рединг“, Висша лига, 3 март 2007)
- Най-висока на стадион Хайбъри – 73 295 (срещу „Съндърланд“, Първа дивизия, 9 март 1935)
  - „Арсенал“ играе мачовете си като домакин от турнира за Шампионската лига на стадион „Уембли“ в периода 1998 – 1999, 73 707 души присъстват на мача срещу „Ланс“ (Франция) на 25 ноември 1998 г.
- Най-ниска посещаемост на Хайбъри – 4554 души (срещу „Лийдс Юнайтед“, Първа дивизия, 9 март 1966)

### Национални рекорди

#### „Арсенал“ държи много рекорди в Английския футбол, включително за
- Най-много поредни мачове във Висшата лига без загуба – 49. За този си рекорд отбора е наричан „Непобедимите“.
- Най-много поредни победи във Висшата лига – 14
- Най-много поредни сезони в английския елит без да изпадне – от сезон 1919/20 до днес
- Най-дълъг период без загуба като гост в Английската лига – 27
- Най-много последователни победи като гост във Висшата лига – 8
- Най-много играчи от един клуб в националния отбор на Англия – 7 (14 ноември 1934, срещу Италия)
- Завършват сезон 2003/2004 без загуба и стават вторият отбор в историята на Англия, който е завършвал сезон без загуба след Престън и първия отбор, който го е правил в ерата на Висшата лига.

## Срещи с български отбори

### „Лудогорец“
С „Лудогорец“ се е срещал два пъти в груповата фаза на Шампионската лига през сезон 2016 – 2017 г. Първата среща е на 19 октомври 2016 г. в Лондон като срещата завършва 6 – 0 за „Арсенал“ . Втората среща е на 1 ноември 2016 г. в София като срещата завършва 2 – 3 за „Арсенал“ .